# Anna Sohlman
Anna Margareta Zinaida Ragnarsdotter Sohlman, född 8 maj 1957 i Hedvig Eleonora församling, Stockholms stad, är en svensk filmproducent och regissör, med mera. Hon är dotter till producenten och regissören Karin Falck och juristen och generaldirektören Ragnar Sohlman. Syskon: Rolf Sohlman, Peter Falck, Carolina Falck, Maria Sohlman, Sandra Sohlman.

## Produktion i urval
- 1981 - Ian Hunter
- 1982 - Sagan om den lilla flickan och den stora kärleken
- 1983 - Grafts levande bilder
- 1983 - Opus
- 1984 - Den sista julaftonen
- 1984 - Hombre Elastico
- 1985 - Stilleben
- 1985 - Målarskolan
- 1986 - Can't shake loose
- 1987 - Civila lekar
- 1987 - Fadern,sonen och den helige Ande
- 1987 - Civila lekar
- 1987 - Sinnligt
- 1987 - Ryktet smittar
- 1987 - Buxtehude
- 1990 - Den hemlige vännen
- 1992 - Roid rage
- 1993 - Jag lyfter mina ögon
- 1993 - En kvinnas huvud
- 1994 - Vem mördade Patrik
- 1997 - En kvinnas huvud
- 1999 - Döden, en film om livet
- 2000 - Århundradets konstverk
- 2001 - Puder
- 2003 - Die rote fane 2
- 2003 - The blue curtain
- 2003 - Singsing
- 2004 - Gitarrmongot
- 2005 - Jämställdhetslagen
- 2005 - Asta Nilssons sällskap
- 2006 - House of Sweden
- 2007 - Tools and grammar
- 2008 - Puzzled
- 2008 - Eugen
- 2008 - Different trains
- 2009 - En annan väg
- 2009 - Bara ett bröst
- 2010 - Resan
- 2011 - Verden venter
- 2014 - Konstnärlig praktik
- 2014 ...i samarbete med Hinden...ur arkivet...
- 2015 - A story to be continued...